# Theogonia
Cet article possède un paronyme, voir Théogonie.
Albums de Rotting Christ
Sanctus Diavolos Aealo
Theogonia est le neuvième album du groupe grec de black metal Rotting Christ. Les musiciens, qui sont d'origine grecque, se sont fortement inspiré de leurs racines antiques pour la composition du disque. Le titre de l'album fait référence à la Théogonie écrite par l'aède Hésiode. Ils se sont aussi inspiré de la mythologie babylonienne.
Le fil conducteur de l'album est donc la naissance des Dieux qu'ils soient grecs ou babyloniens. Ces naissances sont racontées dans la Théogonie pour les Grecs, et dans l’Enuma Elish pour les Babyloniens. Enuma Elish est d'ailleurs le titre de la quatrième chanson.
Avec cet album, le groupe est revenu vers un style de musique plus proche du black metal. Le ton est résolument épique. De nombreuses sonorités orientales, reproduisant les sons des instruments antiques, ont été ajoutées aux instruments classiques du style ce qui donne une certaine chaleur et renforce la proximité entre la musique jouée et les textes mythologiques.
Deux clips ont été réalisés pour Keravnos Kivernitos et Enuma Elish.

## Composition du groupe
- Sakis Tolis - Chants, Guitare, Clavier
- George Bokos - Guitare
- Andreas Lagios - Basse
- Themis Tolis - Batterie

## Liste des chansons
| 1.    | Χάος Γένετο (The Sign of Prime Creation) |  | 3:20 |
| 2.    | Keravnos Kivernitos                      |  | 4:41 |
| 3.    | Nemecic                                  |  | 4:15 |
| 4.    | Enuma Elish                              |  | 4:39 |
| 5.    | Phobos’ Synagogue                        |  | 4:31 |
| 6.    | Gaia Tellus                              |  | 4:39 |
| 7.    | Rege Diabolicus                          |  | 2:52 |
| 8.    | He, the Aethyr                           |  | 4:34 |
| 9.    | Helios Hyperion                          |  | 3:50 |
| 10.   | Threnody                                 |  | 5:19 |
| 42:40 |                                          |  |      |

## Liens

### Internes
- Rotting Christ
- Théogonie
- Hésiode
- Enuma Elish

### Externes
- Discographie de Rotting Christ
- Clip d'Enuma Elish
- Clip de Keravnos Kivernitos